# Bernd Spier
Bernd Spier (* 6. April 1944 in Ludwigslust, Mecklenburg; † 30. Dezember 2017 in Ostfriesland) war ein deutscher Schlagersänger.

## Leben und Wirken

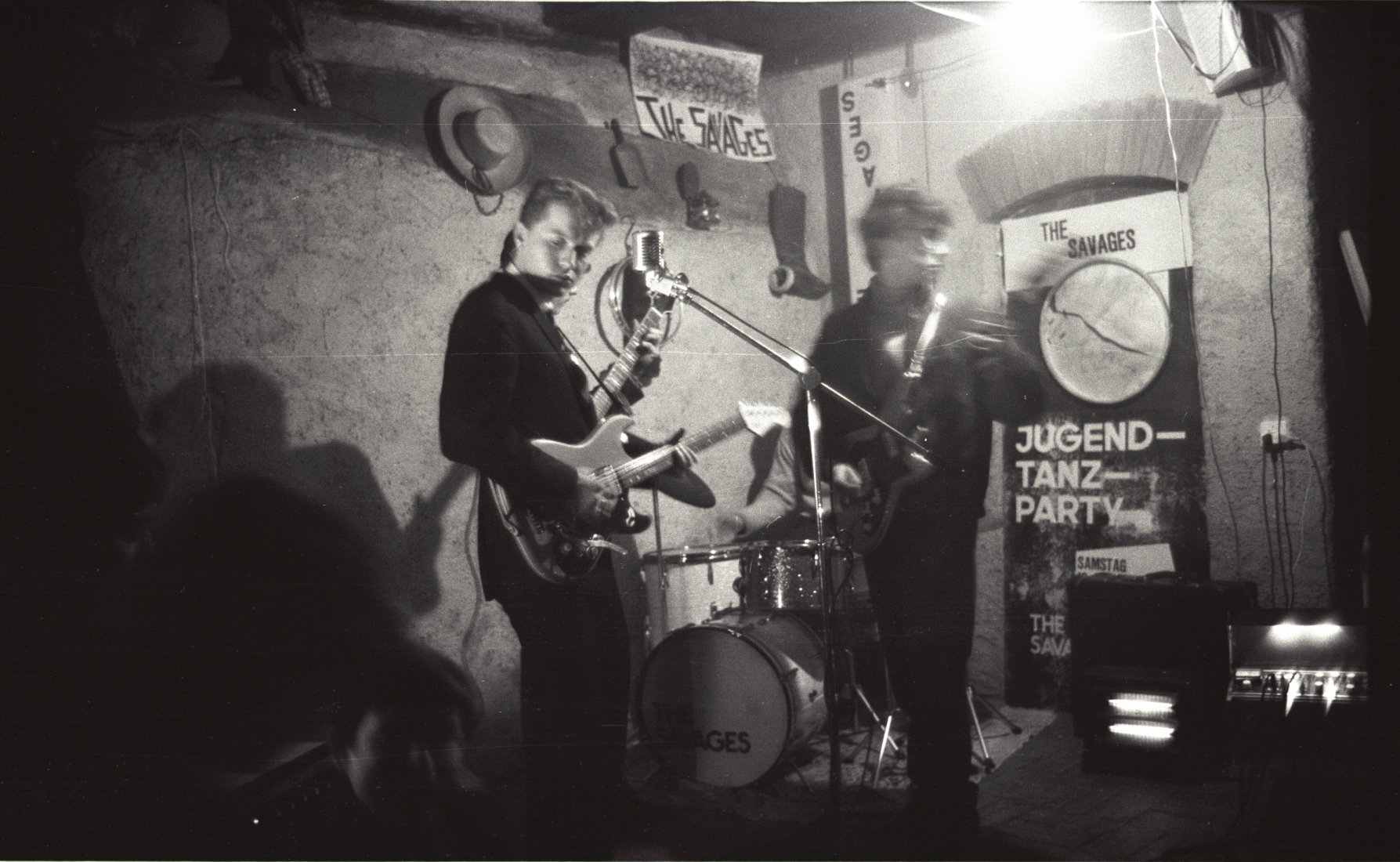
Bernd Spier am Mikrofon mit der Schweizer Begleitband „The Savage“ bei einer Jugendtanzparty, 1965

Spier war der Sohn des Musikers Robby Spier, der viele Jahre Dirigent des Hessischen Rundfunkorchesters in Frankfurt am Main war und 1955 eine Platte mit dem Titel Zwei blaue Augen besang. Dort und in der Goetheschule in Dieburg besuchte Bernd Spier auch Schule und Gymnasium und machte sein Abitur. Zu dieser Zeit  begleitete er häufig als Backgroundmusiker die morgendliche Rundfunksendung Frankfurter Wecker, in der auch Peter Frankenfeld und Hans-Joachim Kulenkampff auftraten. Dadurch wurde 1963 die Plattenfirma CBS auf ihn aufmerksam. Seine erste Platte Heut bei mir geriet jedoch zum Misserfolg. Erst mit der Veröffentlichung des von Hans Bertram produzierten Songs  Das kannst du mir nicht verbieten im Dezember 1963 gelang ihm der Durchbruch am Schlagermarkt. 1966 nahm er mit seinem Bruder Uwe die Single Mir geht's wunderbar auf.
Die aufkommende „harte“ Beatmusik ließ jedoch bald die „weichen“ Lieder des sommersprossigen, mit einem wilden rötlichen Haarschopf versehenen Sängers in den Hintergrund treten, und bis auf ein kleines Comeback 1969 mit  Pretty Belinda verzeichnete er kaum mehr Erfolge im Schlagergeschäft. Teilweise fungierte Charly „Caputnic“ Gottschalk als sein Manager.
Bernd Spier lebte bis 2005 als gelegentlicher Produzent in Rödermark, Stadtteil Waldacker. Nach seiner Karriere als Schlagersänger arbeitete er als Immobilienmakler und baute sich eine bürgerliche Existenz auf.
Er starb am 30. Dezember 2017 im Alter von 73 Jahren an den Folgen eines Herzanfalls. Die letzte Ruhestätte von Bernd Spier liegt auf dem Friedhof von Ober-Roden, Stadtteil von Rödermark, im Landkreis Offenbach.

## Diskografie

### Alben
- 1964: Danke schön
- 1970: Candida

### Kompilationen

Bernd Spier – Das kannst du mir nicht verbieten

- 1981: Unvergessene Hits
- 1992: Ohne ein bestimmtes Ziel

### Singles
- 1963: Das kannst du mir nicht verbieten
- 1964: Schöne Mädchen muß man lieben
- 1964: Memphis Tennessee
- 1965: Das war mein schönster Tanz
- 1965: Einmal geht der Vorhang zu
- 1965: Und dann … (And Then)
- 1965: Glocken klingen leis', ganz leise
- 1966: Der neue Tag beginnt
- 1967: Ein and’rer Name
- 1969: Pretty Belinda
- 1970: Klopf dreimal (Knock Three Times)